# Pollack Mihály
Pollack Mihály, olykor Pollák írásmóddal (Bécs, 1773. augusztus 30. – Pest, 1855. január 3.) német származású magyar építész, Pollack Ágoston édesapja, a reformkor egyik legkiválóbb alkotója, a magyar klasszicista építészet egyik nagymestere. Életének fő műve a Magyar Nemzeti Múzeum épülete.

## Életpályája
Bécsben, a Belvárosban született. Édesapja Josef Pollack építőmester volt, aki kisebbik fiát is kora ifjúságától iparkodott foglalkozásának titkaiba beavatni. Komoly építészeti tanulmányait Bécsben, a Képzőművészeti Akadémián kezdte meg 1792–93-ban. Miután elméleti kiképzését befejezte, 1793–94-től a milánói dóm építésénél dolgozó féltestvérénél, Leopold Pollacknál dolgozott, s mellette közreműködött a dóm kiegészítő munkáin, valamint Leopold kisebb építkezésein. Pestre 1798-ban érkezett, megtelepedett, majd 1802-ben polgárjogot nyert. Végleg Pestre helyezte át építészeti vállalkozását, s egész sor nevezetes épületet alkotott. Felesége Eger Magdolna volt, akivel a Nagyhíd (ma Deák Ferenc) utca 13. szám alatti házban élt együtt boldog házasságban, 50 éven keresztül.
1808-ban alakult meg Pesten a Szépészeti Bizottmány, amely a városi építkezéseket felügyelte és melynek működésében Pollack is jelentős szerepet vállalt már elejétől fogva. Eleinte mint építőmester szerepelt a régi német színház építkezésénél. Kiváló intelligenciája, széles körű ismeretei csakhamar előkelő helyet juttattak neki a pesti társaságban, így 1825-ben már pesti százas választópolgár, majd a József nádor alapította szépészeti bizottság elnöke lett, hol közvetlen befolyást gyakorolt a Városliget megteremtésére, valamint a városi rendezési tervek elkészítésére.
Nevezetes épületei 1810 és 1830 között meghatározták a pesti városképet. Ilyenek az Almássy-palota, (Szép u. 6.), Horváth-ház (Kossuth Lajos u. 3.), befejezi a Wurm-ház, (Dorottya u. 6.) és a Festetics-palota (Zrínyi u. 10.) építését. 1815–19-ben készült Festetics Antal impozáns dégi kastélya. A legjelentősebb kastélyainak egyike József nádor Alcsúti kastélya. A Rumbach Sebestyén u. 9. alatt 1819-ben épült a Staffenberger család háza, amit később Kasselik Fidél kétemeletesre bővített. Ma az RS9 Színházat találjuk az alagsorában.
Műveiben a klasszikus egyszerűségre való törekvés jutott kifejezésre, a díszítésben csak a legszükségesebbre szorítkozott. Ő építette a pesti és a dégi Festetics-kastélyokat, a nagylángi Zichy-kastélyt, a tengelici Csapó-kúriát, József főherceg alcsúti és budai palotáját, mindkét épület elpusztult a második világháborúban. A régi pesti vigadó épületét 1826–1832 között építette, legszebb alkotásai közé tartozott, sajnos az 1848–49-es forradalom és szabadságharc idején Pest bombázásakor találat érte, s újat kellett helyette építeni, (az már Feszl Frigyes alkotása, Pollack halála után, 1859–65-ben). Ő építette továbbá a Deák téri evangélikus templomot és annak oltárát (ettől kezdve tagja a Szépítő Bizottmánynak) 1799–1808-ban, közben a Sándor palotát 1806-ban. Ő építette Terézvárosban a Paulay Ede u. 33.-ban Vogel Sebestyén híres pesti asztalosmester házát és valószínűleg a Füvészkert Festetics-villáját is. Pollack tervei szerint épült a székesfehérvári megyeháza homlokzata, majd 1828-tól a szekszárdi új megyeháza, amely egyemeletes, hat dór oszlopos, timpanonos középrizalitjával és nemes egyszerűségével a vidéki klasszicista stílusú középületek példája lett. 1832-ben ő tervezte a jászberényi városházát. Az ő műve a Ludovika Akadémia is (1829–35). Ennek befejezése után fogott hozzá legismertebb alkotásához, a Magyar Nemzeti Múzeum építéséhez (1837–47). A múzeum építése közben, 1840-ben fiával, Pollack Ágostonnal együtt megtervezték a volt József fiúárvaházat

## Galéria

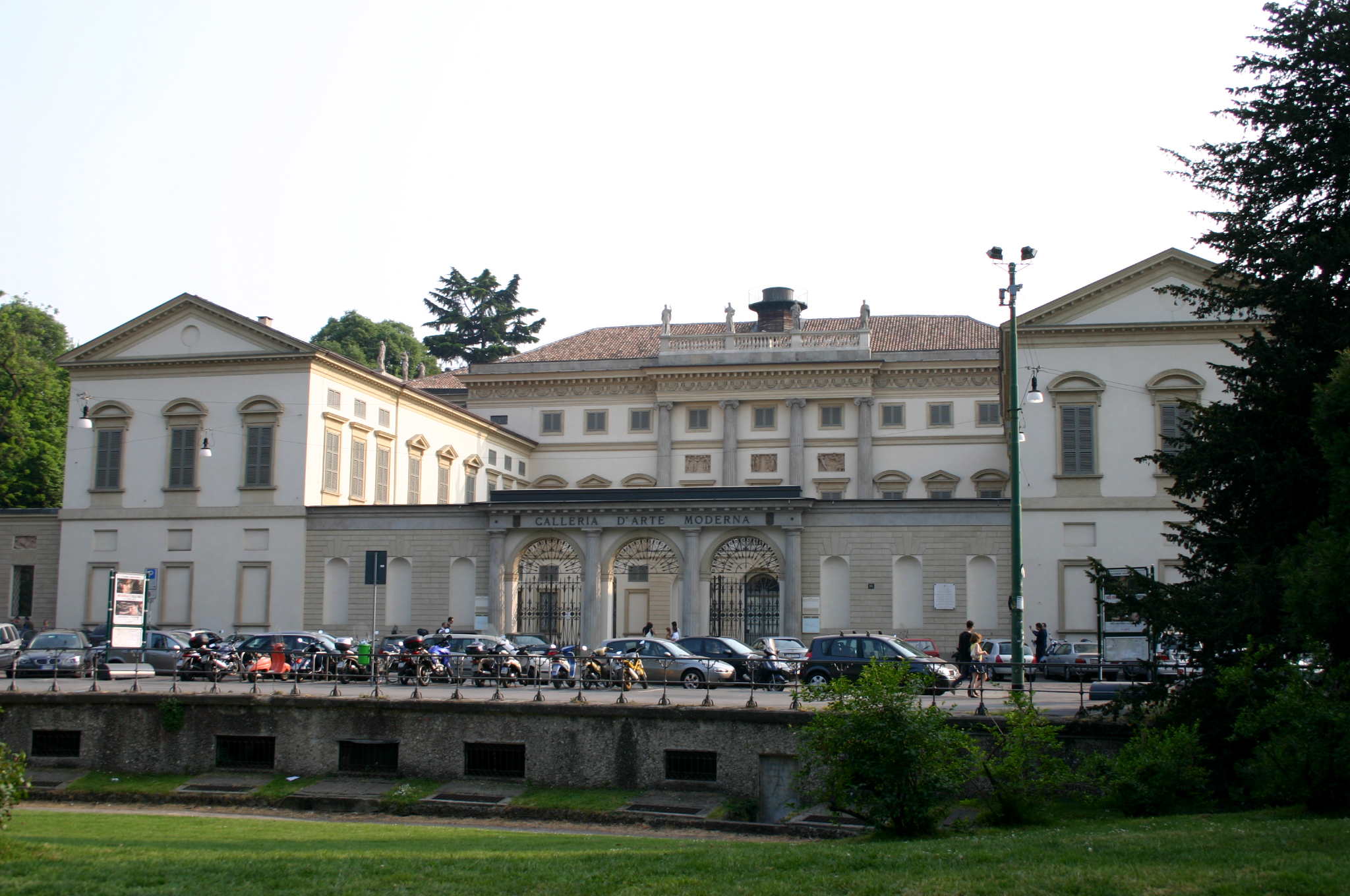
Leopold Pollack: Palota Milánóban
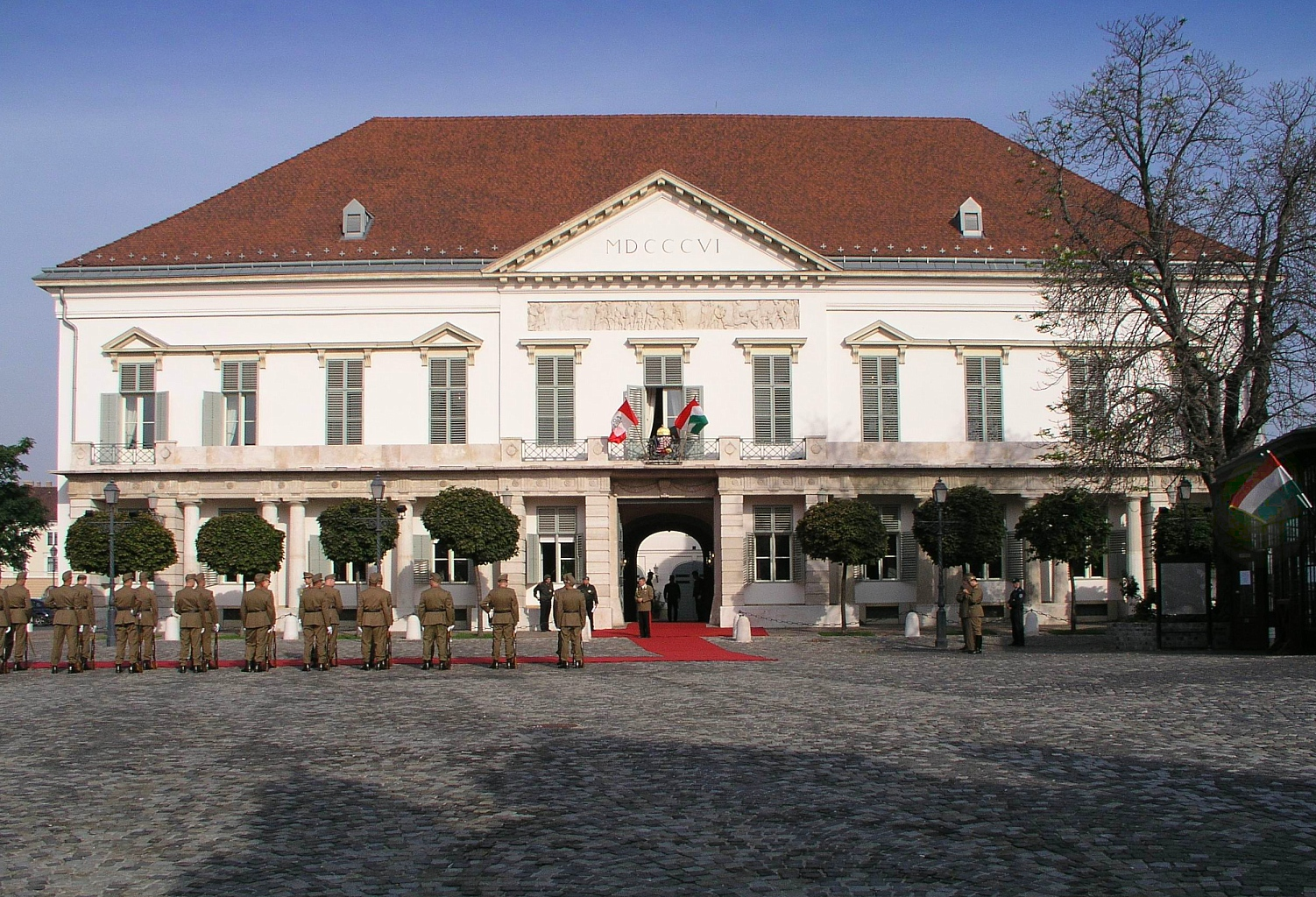
Pollack Mihály: A budai Sándor palota (1803–1806)
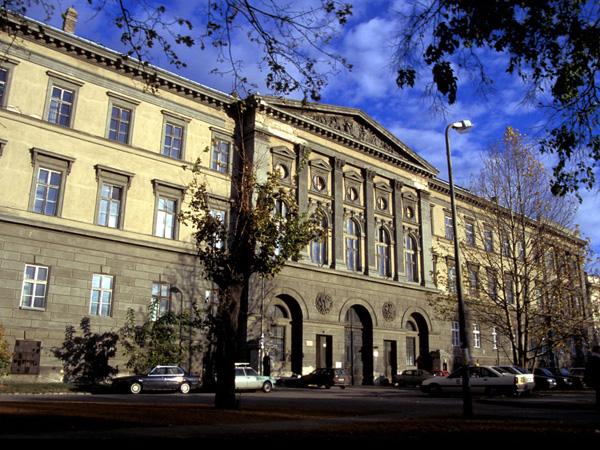
A Ludoviceum/Ludovika. Eredetileg 1829–35-ben épült
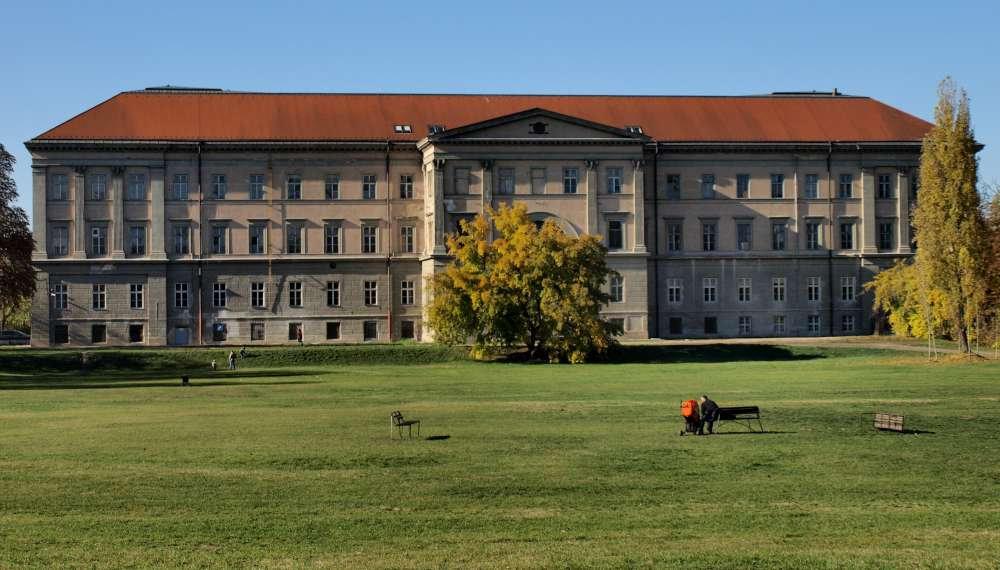
Ludoviceum/A Ludovika az Orczy-kert felől
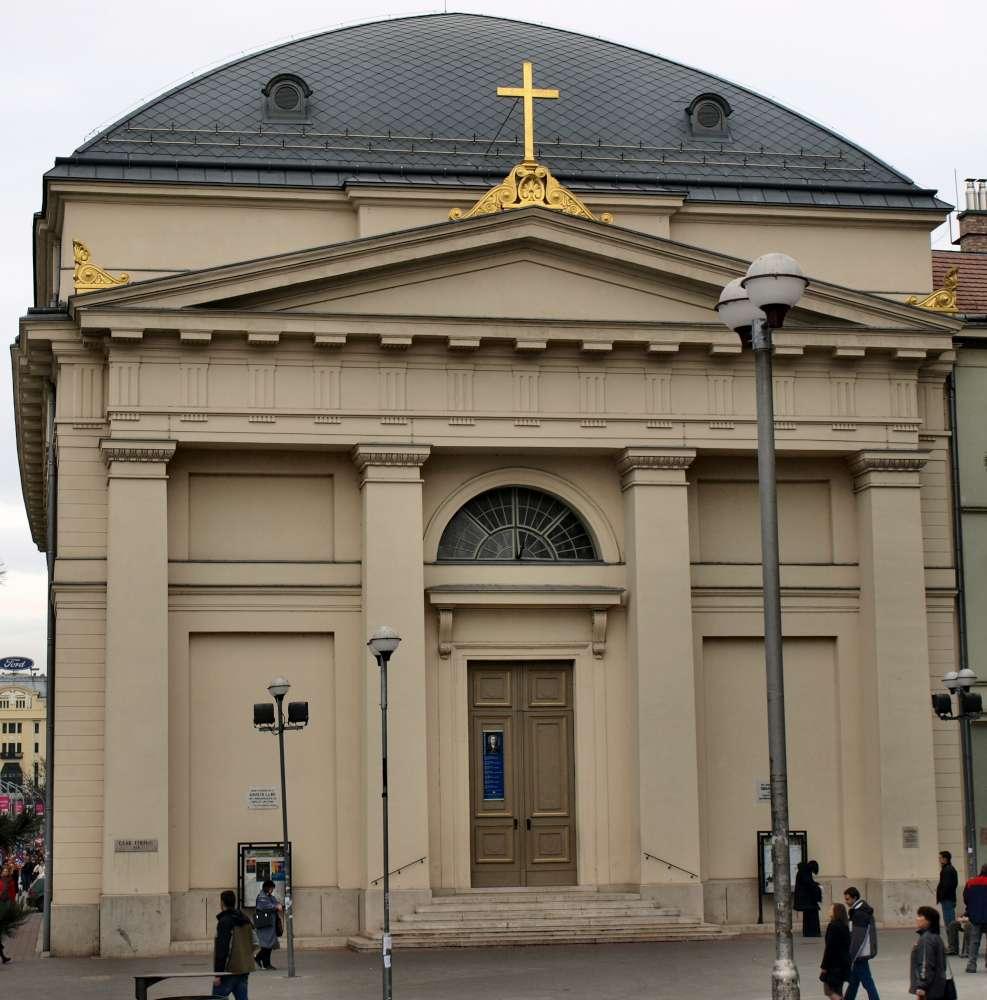
Deák téri evangélikus templom (1799-1808)
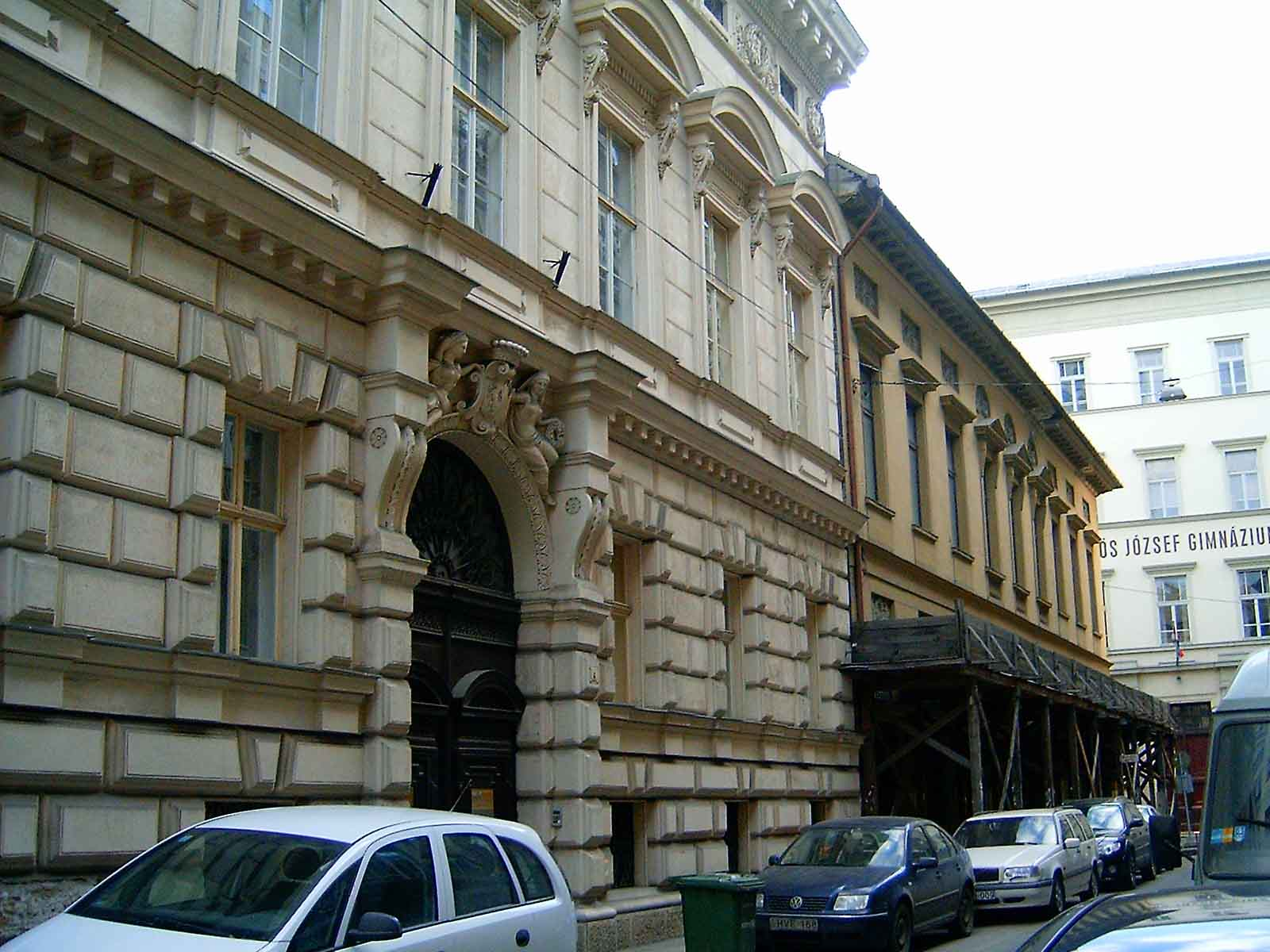
A Szép utcai Almássy-palota (felállványozva)
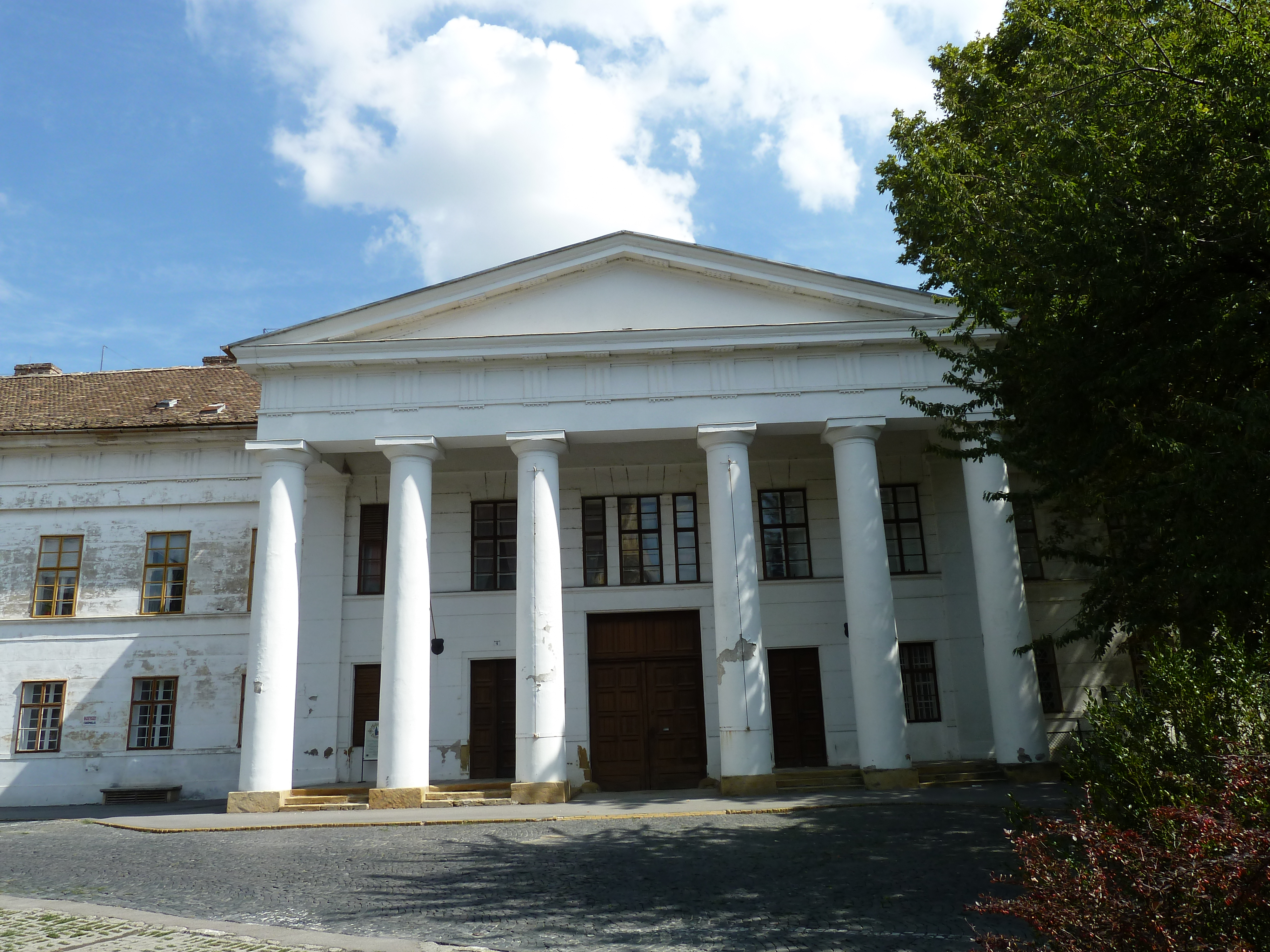
A régi megyeháza főbejárata Szekszárdon
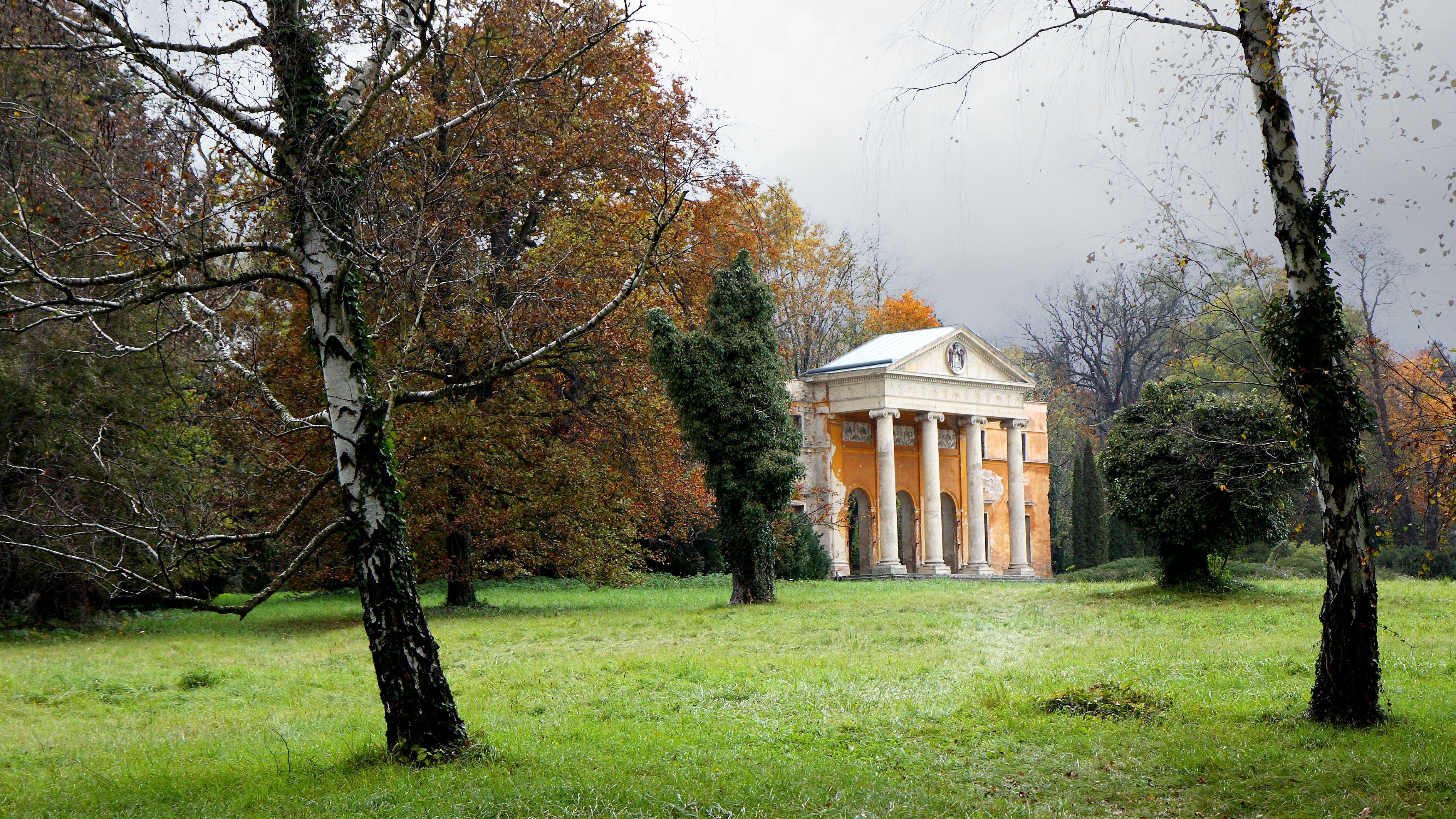
Az alcsúti kastély megmaradt portikusza, Alcsútdoboz
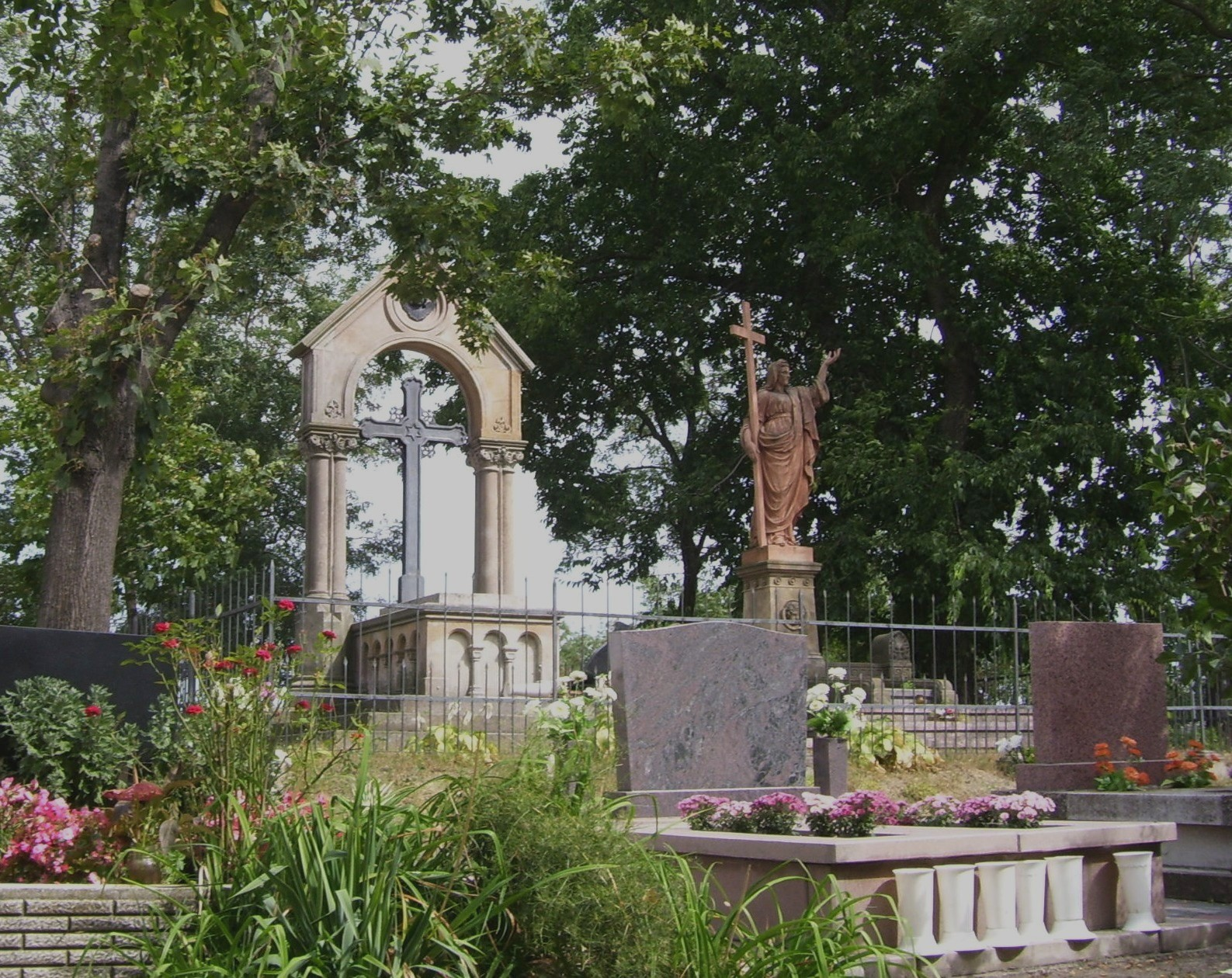
Pollack Mihály síremléke, Tahitótfalu

## Díjai, elismerései

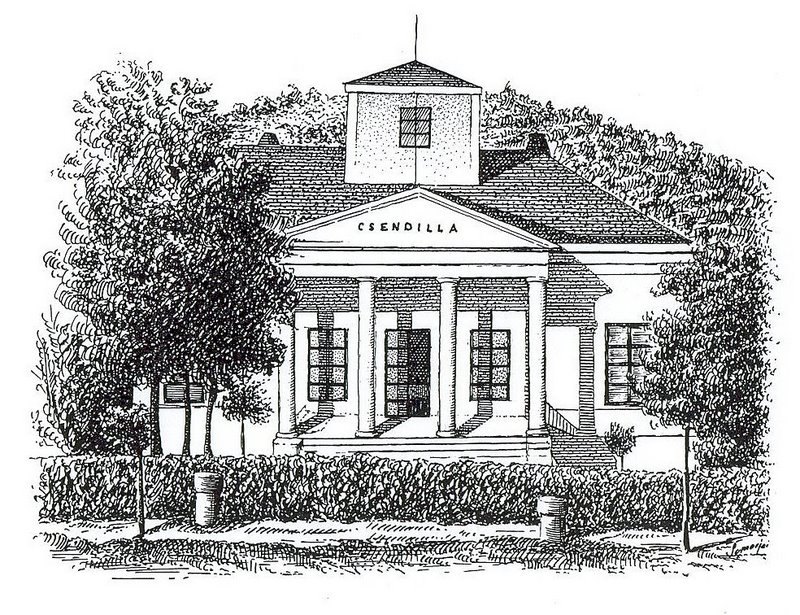
Somorjai Ferenc grafikája Pollack Mihály budai Csendilla-villájáról

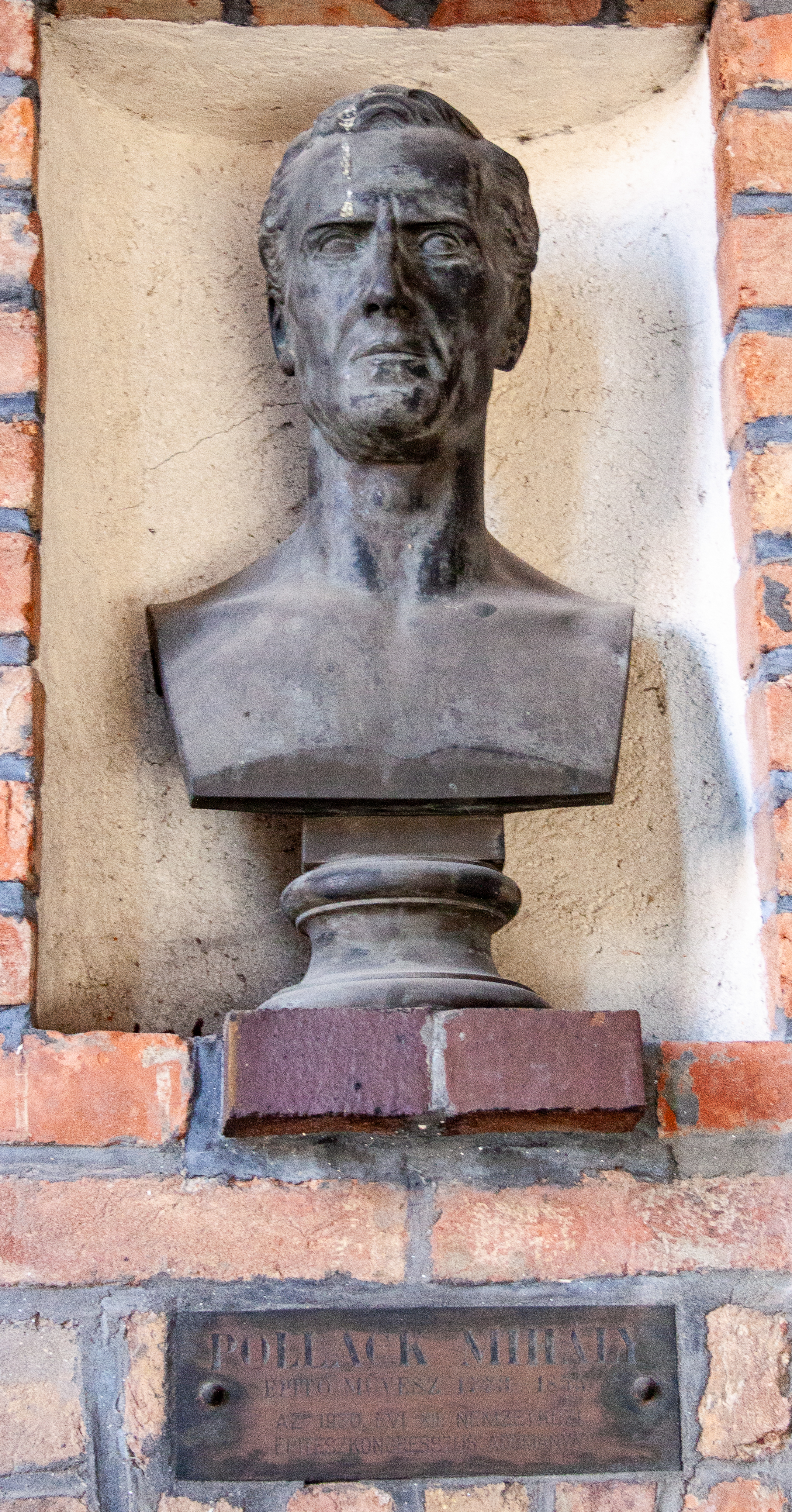
Mellszobra a szegedi Dóm téren

- A bécsi akadémia az építészet terén szerzett érdemei elismeréseképpen az akkori idők szokása szerint «k. k. Architekt»-té avatta.

## Emlékezete
- Teret neveztek el róla a Józsefvárosban, a Magyar Nemzeti Múzeum mögött, ahol egykori arisztokrata családok palotái emelkednek. (Pest előkelő emberei szerettek a múzeum körül építkezni.)
- Szekszárdon utca és egy kisebb lakótelep őrzi a nevét.
- Ferenczy Béni szobrászművész domborművet készített bronzérmére (Ferenczy Múzeum, Szentendre).
- Oktatási intézmények viselik a nevét Kazincbarcikán,[13] Pécsett[14] és Tahitótfalun.[15]
- Szegeden a Nemzeti Emlékcsarnokban portrészobra látható, amelyet Rafael Monti mintázott.
- Pécsett, a Pécsi Tudományegyetem Műszaki és Informatikai Karán, valamint a Pollack Mihály Műszaki Technikumban is egy-egy mellszobor őrzi emlékét.
- Nevét viseli a 210435 Pollackmihály kisbolygó.[16]